# Tetramicra tenera
Tetramicra tenera là một loài thực vật có hoa trong họ Lan. Loài này được (A.Rich.) Rolfe miêu tả khoa học đầu tiên năm 1889.